# Fred Beir
Fred Beir, all'anagrafe Frederick Edwin Beir (Niagara Falls, 21 settembre 1927 – Los Angeles, 3 giugno 1980), è stato un attore statunitense.

## Biografia
Attore prevalentemente televisivo, in trent'anni di carriera ha partecipato a un centinaio tra serie e telefilm, da The Philco Television Playhouse a Lou Grant, e in soap opera (Destini, Febbre d'amore e Il tempo della nostra vita, dove interpretò Larry Atwood). Sul grande schermo comparve in una dozzina di film (alcuni anche in Italia, diretto da Pino Mercanti, Sergio Bergonzelli ed Emilio P. Miraglia) in ruoli da protagonista, dal 1954 al 1979. Recitò anche sui palcoscenici teatrali di Broadway, in The Terrible Swift Sword (1955). Sposato nel 1967 con Sheila Wells, divorzia due anni dopo. Muore per un cancro nel giugno 1980, all'età di 52 anni.

## Filmografia

### Cinema
- La fine di un tiranno (Border River), regia di George Sherman (1954)
- The Violators, regia di John Newland (1957)
- Le maledette pistole di Dallas (Las maldidas pistolas de Dallas), regia di José Maria Zabalza e Pino Mercanti (1964)
- Tre dollari di piombo, regia di Pino Mercanti (1964)
- Fort Courageous, regia di Lesley Selander (1965)
- Convict Stage, regia di Lesley Selander (1965)
- MMM 83 - Missione morte molo 83, regia di Sergio Bergonzelli (1966)
- Assassination, regia di Emilio P. Miraglia (1967)
- L'organizzazione sfida l'ispettore Tibbs (The Organization), regia di Don Medford (1971)
- Una coppia perfetta (A Perfect Couple), regia di Robert Altman (1979)

### Televisione
- The Philco Television Playhouse – serie TV, un episodio (1950)
- Trapped – serie TV, un episodio (1950)
- Hallmark Hall of Fame – serie TV, un episodio (1952)
- I Led 3 Lives – serie TV, un episodio (1953)
- Cavalcade of America – serie TV, un episodio (1953)
- The Kate Smith Hour – serie TV, un episodio (1954)
- Men of Annapolis – serie TV, episodi 1x01-1x13 (1956-1957)
- Robert Montgomery Presents – serie TV, un episodio (1957)
- Matinee Theatre – serie TV, un episodio (1957)
- Harbormaster – serie TV, un episodio (1958)
- Sugarfoot – serie TV, episodio 2x16 (1959)
- Markham – serie TV, un episodio (1959)
- The Deputy – serie TV, un episodio (1959)
- Maverick – serie TV, 2 episodi (1959-1962)
- Alcoa Presents: One Step Beyond – serie TV, un episodio (1959)
- The Lineup – serie TV, un episodio (1959)
- Johnny Staccato – serie TV, episodio 1x10 (1959)
- General Electric Theater – serie TV, 2 episodi (1959-1960)
- Ricercato vivo o morto (Wanted: Dead or Alive) – serie TV, episodio 2x14 (1959)
- Men Into Space – serie TV, episodio 1x15 (1960)
- The Betty Hutton Show – serie TV, un episodio (1960)
- L'uomo e la sfida (The Man and the Challenge) – serie TV, episodio 1x29 (1960)
- The Rebel – serie TV, un episodio (1960)
- I detectives (The Detectives) – serie TV, episodio 1x33 (1960)
- Hawaiian Eye – serie TV, 4 episodi (1960-1962)
- The Chevy Mystery Show – serie TV, episodio 1x03 (1960)
- Bonanza – serie TV, un episodio (1960)
- Michael Shayne - serie TV episodio 1x11 (1960)
- Thriller – serie TV, episodio 1x14 (1960)
- Outlaws – serie TV, episodio 1x11 (1961)
- Perry Mason – serie TV, un episodio (1961)
- Bronco – serie TV, un episodio (1961)
- Lotta senza quartiere (Cain's Hundred) – serie TV, un episodio (1962)
- Carovane verso il West (Wagon Train) – serie TV, 2 episodi (1962-1963)
- 87ª squadra (87th Precinct) – serie TV, un episodio (1962)
- The Andy Griffith Show – serie TV, un episodio (1962)
- Ripcord – serie TV, episodio 2x20 (1962)
- The Dick Powell Show – serie TV, episodio 2x18 (1963)
- Ai confini della realtà (The Twilight Zone) – serie TV, un episodio (1963)
- Ben Casey – serie TV, 2 episodi (1963)
- Indirizzo permanente (77 Sunset Strip) – serie TV, episodio 5x32 (1963)
- The Outer Limits – serie TV, un episodio (1963)
- Undicesima ora (The Eleventh Hour) – serie TV, un episodio (1963)
- Il dottor Kildare (Dr. Kildare) – serie TV, un episodio (1964)
- I mostri (The Munsters) – serie TV, un episodio (1964)
- Il fuggiasco (The Fugitive) – serie TV, un episodio (1965)
- La legge di Burke (Burke's Law) – serie TV, episodio 3x05 (1965)
- Honey West – serie TV, episodio 1x21 (1966)
- A Man Called Shenandoah – serie TV, episodio 1x29 (1966)
- La grande vallata (The Big Valley) – serie TV, un episodio (1966)
- Il ladro (T.H.E. Cat) – serie TV, un episodio (1966)
- Codice Gerico (Jericho) – serie TV, episodio 1x13 (1966)
- Kronos - Sfida al passato (The Time Tunnel) – serie TV, un episodio (1967)
- Maya – serie TV, episodio 1x05 (1967)
- Gomer Pyle, U.S.M.C. – serie TV, un episodio (1967)
- Garrison Commando (Garrison's Gorillas) – serie TV, un episodio (1968)
- Mod Squad, i ragazzi di Greer (The Mod Squad) – serie TV, un episodio (1968)
- F.B.I. (The F.B.I.) - serie TV, 4 episodi (1969-1973)
- Ironside – serie TV, 3 episodi (1969-1973)
- Mannix – serie TV, 4 episodi (1969-1973)
- Il virginiano (The Virginian) – serie TV, episodio 8x07 (1969)
- Missione impossibile (Mission: Impossible) – serie TV, un episodio (1970)
- Giovani avvocati (The Young Lawyers) – serie TV, un episodio (1970)
- Insight – serie TV, un episodio (1970)
- Hawaii Squadra Cinque Zero (Hawaii Five-O) – serie TV, 2 episodi (1970-1973)
- Dan August – serie TV, un episodio (1970)
- Los Angeles: ospedale nord (The Interns) – serie TV, un episodio (1971)
- Longstreet – serie TV, un episodio (1971)
- La strana coppia (The Odd Couple) – serie TV, un episodio (1971)
- In piena luce (In Broad Delight), regia di Robert Day (1971) – film TV
- Scapolo in rodaggio (Suddenly Single), regia di Jud Taylor (1971) – film TV
- Medical Center – serie TV, 2 episodi (1972-1973)
- Detective anni trenta (Banyon) – serie TV, un episodio (1972)
- Kung Fu – serie TV, un episodio (1973)
- Difesa a oltranza (Owen Marshall, Counselor at Law) – serie TV, 2 episodi (1973)
- Room 222 – serie TV, un episodio (1973)
- The ABC Afternoon Playbreak – serie TV, un episodio (1974)
- Cannon – serie TV, un episodio (1974)
- L'uomo da sei milioni di dollari (The Six Million Dollar Man) – serie TV, un episodio (1974)
- Agenzia Rockford (The Rockford Files) – serie TV, 2 episodi (1974)
- Kolchak: The Night Stalker – serie TV, un episodio (1974)
- Harry O – serie TV, un episodio (1975)
- Petrocelli – serie TV, 2 episodi (1975)
- Amy Prentiss – serie TV, un episodio (1975)
- Barbary Coast – serie TV, un episodio (1975)
- Mobile One – serie TV, un episodio (1975)
- Matt Helm – serie TV, un episodio (1975)
- Barnaby Jones – serie TV, un episodio (1976)
- Ellery Queen – serie TV, episodio 1x21 (1976)
- Destini (Another World) – serie TV (1976)
- Febbre d'amore (The Young and the Restless) – serie TV, 4 episodi (1976)
- Una strana coppia di investigatori (Twin Detectives), regia di Robert Day (1976) – film TV
- L'uomo di Atlantide (Man from Atlantis) – serie TV, 2 episodi (1977)
- Il tempo della nostra vita (Days of Our Lives) – serie TV, 54 episodi (1977-1978)
- Kojak – serie TV, un episodio (1977)
- Doppia identità (The Mask of Alexander Cross), regia di Bernard McEveety (1977) – film TV
- Dietro una maschera (Love's Dark Ride), regia di Delbert Mann (1978) – film TV
- CHiPs – serie TV, 2 episodi (1978-1979)
- Dallas – serie TV, 3 episodi (1979)
- Paris – serie TV, un episodio (1979)
- Lou Grant – serie TV, 2 episodi (1979-1980)

## Doppiatori italiani
- Emilio Cigoli in Tre dollari di piombo
- Pino Locchi in Assassination